# NGC 186
NGC 186은 물고기자리에 위치하며 지구에서 340만 광년 떨어진 막대 렌즈형 은하이다. 1852년, 아일랜드의 엔지니어 Bindon Blood Stoney에 의해 발견되었다.